# محوطه بوگان
محوطه بوگان مربوط به سده‌های میانه دوران‌های تاریخی پس از اسلام است و در شهرستان سرباز، بخش مرکزی، دهستان پارود، روستای نظرآباد واقع شده و این اثر در تاریخ ۲۷ اسفند ۱۳۸۷ با شمارهٔ ثبت ۲۶۲۲۲ به‌عنوان یکی از آثار ملی ایران به ثبت رسیده است.